# Rhagonycha kantnerorum
Rhagonycha kantnerorum es una especie de coleóptero de la familia Cantharidae.

## Distribución geográfica
Habita en la España peninsular.